# Kayoba
Kayoba är ett vattendrag i Burundi.   Det ligger i provinsen Muyinga, i den nordöstra delen av landet, 110 kilometer öster om huvudstaden Bujumbura.
Omgivningarna runt Kayoba är en mosaik av jordbruksmark och naturlig växtlighet. Runt Kayoba är det ganska tätbefolkat, med 222 invånare per kvadratkilometer.